# Ludweis-Aigen
Ludweis-Aigen är en kommun  i Österrike. Den ligger i distriktet Waidhofen an der Thaya i förbundslandet Niederösterreich. Huvudorten Ludweis ligger 90 km nordväst om huvudstaden Wien.
Kommunen består av 14 orter (Ortschaften) (inom parentes invånarantal 1 januari 2024):

- Aigen (73)
- Blumau an der Wild (151)
- Diemschlag (44)
- Drösiedl (70)
- Kollmitzgraben (18)
- Liebenberg (24)
- Ludweis (183)
- Oedt an der Wild (76)
- Pfaffenschlag (36)
- Radessen (9)
- Radl (49)
- Sauggern (20)
- Seebs (75)
- Tröbings (47)